# Sophie Hansson
Sophie Elizabeth Hansson (* 2. August 1998 in Rönninge, Salem) ist eine schwedische Schwimmerin.

## Leben
Von 2014 bis 2018 besuchte Hansson die weiterführende Schule Filbornaskolan in Helsingborg. Ab 2018 absolvierte sie ein BBA-Studium an der North Carolina State University.

## Karriere
Ihren ersten Erfolg feierte Hansson 2014, als sie an den Europäischen Jugendschwimmmeisterschaften Bronze in der Kategorie 50 m Brustschwimmen erreichte. 2015 gewann Hansson Silber in den Disziplinen 50 und 100 m Brustschwimmen an den Jugend-Schwimmweltmeisterschaften. Im selben Jahr gewann sie ebenfalls Silber an den Kurzbahneuropameisterschaften in der Kategorie 4 × 50 m Lagen. 2016 nahm Hansson in Rio de Janeiro zum ersten Mal an den Olympischen Sommerspielen teil und belegte dort den siebten Platz in der Kategorie 50 m Brust. 2017 gewann Hansson Bronze in der Disziplin 50 m Brustschwimmen bei den Kurzbahneuropameisterschaften und stellte damit einen neuen schwedischen Rekord auf. Zudem gewann sie Gold in 4 × 50 m Lagen.
2021 gewann Hansson in der Disziplin 100 m Brustschwimmen bei den um ein Jahr verschobenen Europameisterschaften 2020 in Budapest den Titel. Sie qualifizierte sich außerdem für die ebenfalls 2021 ausgetragenen Olympischen Sommerspiele 2020 in Tokio, gewann dort allerdings keine Medaillen.

## Familie
Hansson ist die Schwester der schwedischen Schwimmerin Louise Hansson und des Schwimmers Gustaf Hansson.